# ロティ・バカール
ロティ・バカール（roti bakar（→焼いたパン））、もしくはロティ・カウィン（roti kahwin）とは、海域東南アジアで食べられている白パンのトーストの一種を指すインドネシア語およびマレー語の名前である。ブルネイ、インドネシア、マレーシア、シンガポールのような国々において朝食や軽食として広く食べられている。多くの地域でかつてはパンを炭火で炙って作っていたが、現代技術の普及とともにその習慣は廃れた。
ロティ・バカ―ルに塗るスプレッドとしては、砂糖、マーガリン、バター、チーズ、ピーナツバター、チョコレートスプレッド、カヤジャムなどがよく使われる。

## 種類

### インドネシア

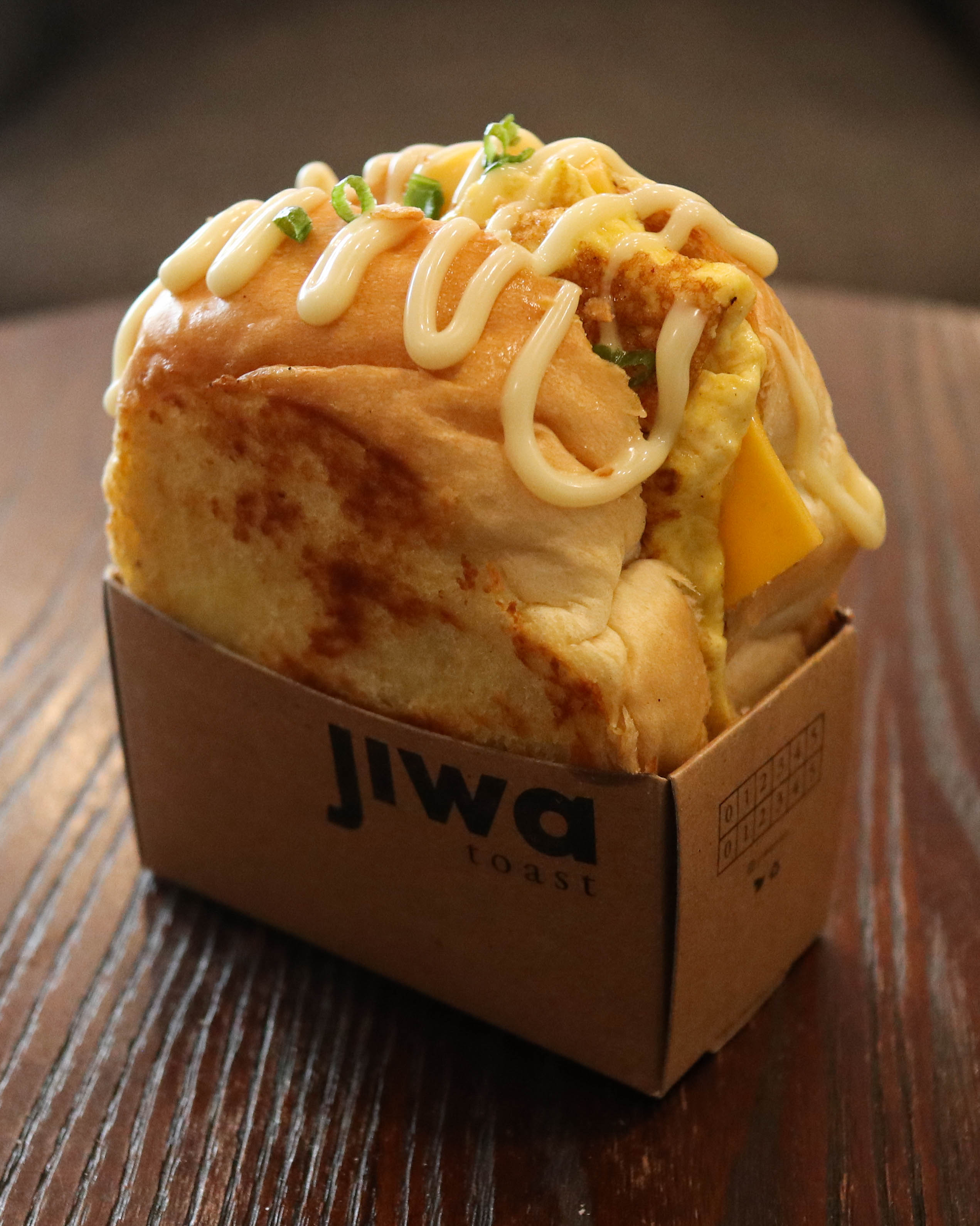
現代のインドネシア風ロティ・バカール

インドネシアのロティ・バカールはトーストした白パンで具を挟んだサンドイッチの一種で、軽い朝食やストリートフードとしてよく食べられている。オランダ植民地時代に前日の残り物のパンを美味しく食べるために生まれた食べ方で、バター、練乳、オランダ風チーズを挟むのが一般的だった。インドネシアの独立後は、古くなったパンを無駄にしないためではなく食べ方の選択肢の一つとしてパンをトーストするようになり、それとともにロティ・バカールも定着した。

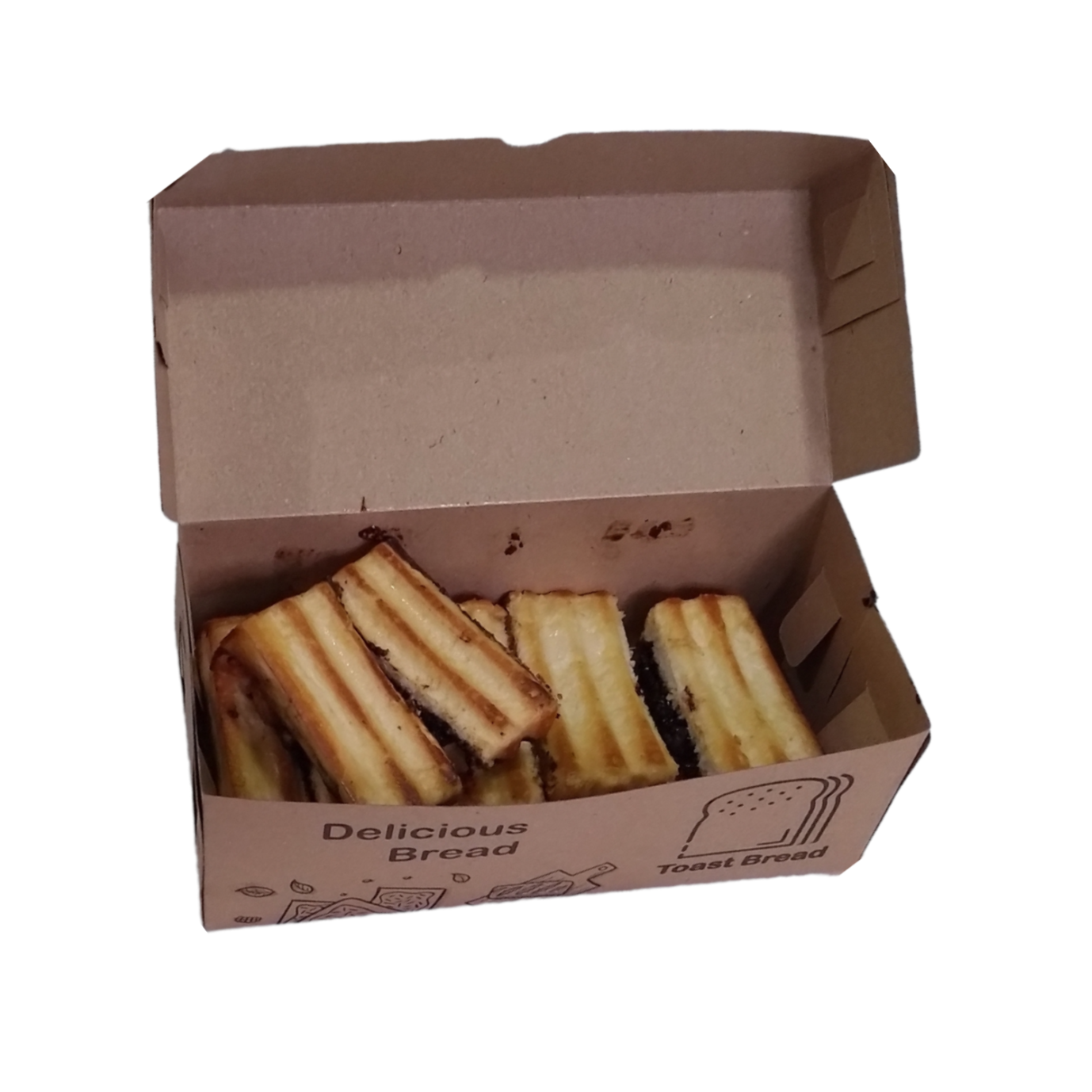
チョコレート味のロティ・バカール

現代では好みによってさまざまなバリエーションが生み出されており、ハーゲルスラッハ（顆粒状のチョコレート）、砕いたオレオクッキー、チョコレートシロップなども用いられる。鉄板で焼いたトーストに好みのスプレッドを挟んで売る屋台が存在する。カフェなどでは生のフルーツを用いたものも食べられる。

### マレーシアとシンガポール
マレーシアではココナッツジャム（カヤ）と冷やしバターを挟んだロティ・バカールが人気である。このタイプのロティ・バカールはシンガポールで海南人移民が作り出したカヤトーストをサンドイッチにしたものに近い。現代では店によってクロワッサン、海南風の食パンや包子、全粒粉パンなど多様なパンで作られる。
マレーシアの中でもコーヒー文化が盛んなペラ州のイポーでは、ロティ・バカールに地元産の茶もしくは名物のイポーホワイトコーヒーと半熟卵を添えるのが、朝食や午後のティータイムにおけるコピティアム（喫茶店）の定番である。
バリエーションにロティ・ティタブがある。焼き立ての厚切りトーストの四隅にカヤを塗り、中央に半熟卵を落としたものである。